# UFC on Fox: Johnson vs. Reis
UFC on Fox: Johnson vs. Reis (também conhecido como UFC on Fox 24) foi um evento de artes marciais mistas (MMA) produzido pelo Ultimate Fighting Championship, realizado no dia 15 de abril de 2017, no Sprint Center, em Kansas City, Missouri.

## Background
O evento será o primeiro que o UFC recebe no estado de Missouri e na área metropolitana de Kansas City.
Uma luta pelo Cinturão Peso Mosca do UFC entre o atual campeão, Demetrious Johnson, e Wilson Reis, será a atração principal deste evento. O combate foi reservado originalmente para o UFC 201, mas Johnson foi retirado do card devido a uma lesão não revelada, e a luta foi desfeita.
Funcionários do UFC haviam reservado uma luta no peso-pena entre o ex-Campeão Peso Galo do UFC, Renan Barão, e Doo Ho Choi, para servir como a principal deste evento. No entanto, quando o anúncio do combate começou a circular, Choi recusou a luta, e como resultado, Barão deve ser remarcado contra um adversário diferente, em outro evento.

## Card Oficial
Nota 1 Pelo Cinturão Peso Mosca do UFC.

## Bônus da Noite
Os lutadores receberam $50.000 de bônus
- Luta da Noite:  Tim Elliott vs.  Louis Smolka
- Performance da Noite:  Demetrious Johnson e  Robert Whittaker